# Соллерод
Соллерод (дан. Søllerød) — північний район Великого Копенгагена, розташований у муніципалітеті Рудерсдаль, приблизно за 17 км на північ від центру міста. До 2007 року ця територія входила до муніципалітету Соллерод, але під час муніципальної реформи була об'єднана з муніципалітетом Біркерод, щоб сформувати нинішній муніципалітет.

## Історія
Початкове село, одне з найстаріших у цьому районі, розташоване на пагорбі Солерод на південній стороні озера Солерод. Церква Соллерод була побудована на вершині пагорба Соллерод приблизно в 1175 році, що свідчить про те, що на цьому місці вже тоді було село. 1682 року село складалося з 5 ферм і 9 будинків без землі. Загальна посівна площа становила 221,0 га, з них 57,34 га твердих зернових . Формою землеробства було потрійне землеробство.

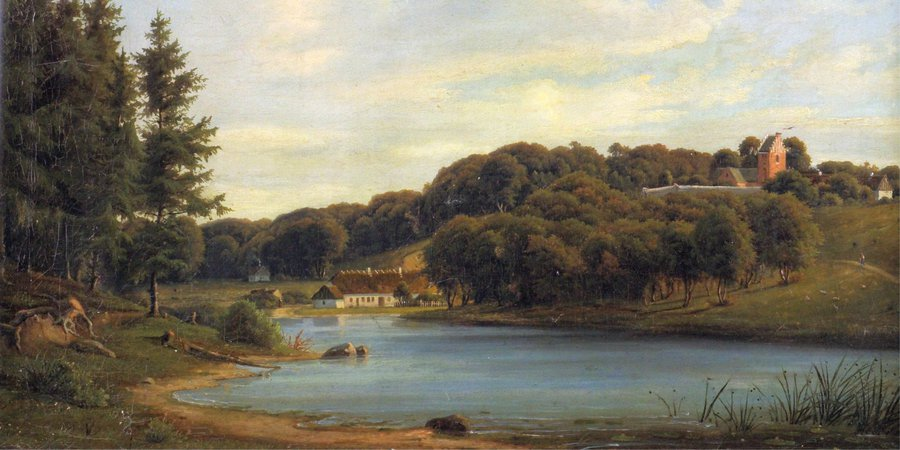
Вид на озеро і церкву Соллерод. Картина Фредеріка
Крістіана Керскоу (1850)

Мешканці села спочатку отримували воду з озера Соллерод або воду кращої якості, з джерела в Оверьоді. Заїзджий двір мав власну криницю з 1740 року, а 1848 року криницю було викопано між школою і будинком священника. 1867 року власники Søllerødgaard, Fogedgården, Carlsminde і Mothsgården побудували нову криницю біля сільського ставка.
1907 року схід від села була відкрита перша водопровідна станція. Муніципалітет з 1907 року забезпечений не тільки водою, але й електроенергією та газом.
Коли столичний Копенгаген почав розростатися за свої межі, процес урбанізації зачепив і Соллерод. Село поступово розширювалося на схід і перетворювалося на приміську територію. Завдяки своїй близькості до Копенгагена Соллерод разом з іншими сусідніми місцевостями, наприклад Ордрупом, став популярним місцем заміських будинків для заможних мешканців Копенгагена.
1906 року місто складалося з 87 будинків з 413 мешканцями, а 1940 року в місті було 326 домогосподарств з 1083 мешканцями. З 1950 року весь муніципалітет Соллерод вважався передмістям Копенгагена.
1958 року в Соллероді за була збудована школа Vangebo за проєктом Геннінга Ларсена, знаного данського архітектора, автора проєкту оперного театру Копенгагена. Муніципалітет Соллерод існував до 2007 року, коли він був об'єднаний з муніципалітетом Біркеред, утворивши муніципалітет Рудерсдаль.

## Визначні пам'ятки
Більшість місцевих визначних пам'яток зосереджено в добре збереженому сільському середовищі, центром якого є старий сільський ставок. До них належать:
- церква Соллерод із мальовничим цвинтарем і надгробками кількох історичних осіб[4]. Нава містить залишки давнішої церкви, побудованої в ранньому середньовіччі. У ході пізнього середньовіччя ця церква була перебудована. Середньовічна церква була невеликою спорудою з пласким дахом, побудованою з вапнякового каменю, але зовнішні кути були викладені квадратами з тесаного каменю. Пізніше її розширили на схід, встановивши вівтар зі сходу та притвором з півночі з використанням червоної цегли. 1450 року була збудована Вежа, а у XVIII сторіччі церква була розширена двома хрестовими раменами. На вежі висять два дзвони: більший відлитий 1591 року, менший ймовірно — 1670. Інтер'єр церкви світлий і привітний. Вівтарна дошка, на якій позначений рік 1610, різьблена по дереву та розписана в стилі ренесансу; вівтарний образ, навпаки, є сучасним живописом. Раніше церковне подвір'я займало лише невелику площу навколо церкви, але з часом розширювалося на схил пагорба і дальше. Воно розбите у вигляді терас з великими гранітними плитами, і це в поєднанні з багатьма красивими гробівцями, багато облаштовані надгробками, одна з визначних пам'яток парафії. Посередині входу до новішої частини церковного подвір'я встановлено камінь в пам'ять про тих парафіян, які загинули у Другій Шлезвізькій війні. З більш відомих особистостей, які були поховані церковному цвинтарі, можна відзначити лейтенанта артилерії, гравера по міді Теркеля Клеве (1743—1797), Йохана Крістіана Дрюсена (1777—1851) — виробника паперу, агронома і політика (надгробок роботи данського скульптора Йохана Теобальда Штайна), Вільгельма Кристіана Боя (1837—1896) — данського археолога, Генрика Августа Віндінга (1835—1899) — данського піаніста й композитора, Дженні Фредерікке Бліхер-Клаузен (псевдонім Джон Бентсен) (1865—1907) — данську письменницю;[4]
- Мотсгарден (дан. Mothsgården — найстаріший збережений заміський будинок Данії[7]. 1682 року вдова короля Фредерік III Софі Амалія, пожертвувала власність у селі Соллерод, пізніше відому як Мотсгорден, Іді Доротеї Буреніус, яка була вдовою королівського лікаря Поула Мота. 1689 року її син, таємний радник Матіас Мотс (1648—1719) успадкував ферму, яка служила заміським будинком для родини Мотс[8]. Матіас Мотс займав важливі державні адміністративні посади і не тому, що його сестра Софі Амалія була визнаною коханкою короля Кристіана V, а завдяки своєму професіоналізму. В маєтку не велося фермерського господарства, не було сільськогосподарських угідь, був лише великий город. На захід від фермерського будинку розташовувався великий декоративний сад для розваг, який був засаджений великими та малими фруктовими деревами. Після смерті Мотса його зять барон Крістіан Гілденкроне отримав у власність як сад розваг, так і церкву Соллерод, яка вважалася власністю Мота, оскільки він раніше придбав права на церкву, яка представляла цінність. Пізніше Мотсгарден мав кілька власників, і був розділений на апартаменти та зданий в оренду постійним гостям, а також літнім гостям. 1868 року норвезький композитор Едвард Гріг винаймав літнє помешкання з метою поліпшення здоров'я, д е написав один зі своїх відомих фортепіанних концертів — «Концерт для фортепіано з оркестром ля мінор». 1969 році муніципалітет Соллероду перебрав ферму та обладнав її для розміщення Музею Соллероду, який відкрився у 1974 році[7]. Тепер це краєзнавчий музей муніципалітету Рудерсдаль.
- Søllerød Kro — готель і ресторан із однією зіркою Мішлена. Збудований 1677 року як заїжджий двір. Але тільки в 1750 році корчма отримала королівський патент[9]. Місцевий пастор отримав дозвіл тримати заїжджий двір для прихожан церкви та відвідувачів. Будівля і тепер виглядає такою, якою була, коли священик приймав і вітав копенгагенців, які приїжджали в диліжансах або власному кінному екіпажі й потребували ночівлі перед тим, як вирушити на північ, до Гельсінгера чи інших віддалених міст. У корчмі чекали ситні страви, кімнати були приготовані прийняти мандрівників на нічліг, стайні — коней[10]. У 1920-х роках збудовано двоповерховий будинок, вікна якого однією стороною  виходили на вулицю. У 1980-х роках ресторан заслужив репутацію одного з найкращих у Данії. Відтоді кухню очолювали деякі з найвідоміших шеф-кухарів країни, зокрема Сьорен Геріке, Мішель Мішо, Френсіс Карденау, Ян Петерсен і Пол Каннінгем. З 1986 по 1989 рік шеф-кухарем був Мішель Мішо [1][2], і саме під його керівництвом ресторан отримав свою першу зірку Мішлен у 1987 році.[3] Якоб де Ніргаард очолив кухню в 2001 році, і разом з ним як шеф-кухарем ресторан отримав свою першу зірку в путівнику Мішлена в 2007 році. Його наступником став Крістіан Еббе. У 2013 році Браян Марк Хансен обійняв посаду шеф-кухаря [2].Søllerød kro використовувався як місце зйомок у кількох данських фільмах;
- Ферма Соллерод (дан. Søllerødgaard), пізніше Замок Соллерод (дан. Søllerød Slot) стоїть на місці старого будинку, придбаного в 1737 році Фредеріком Даннескіолдом Самсе — онуком Кристіана V і його офіційної коханки Софі Амалії Мотс. Незадовго до того, як стати командувачем флоту, Фредерік Самсе побудував у 1742 році на місці придбаного маєтку великий головний будинок зі стайнями, оранжереєю та замковою каплицею в бічному флігелі. З балкона на даху будівлі відкривався вид на Ересунн, а в гарну погоду — на всю дорогу аж до Копенгагена. Протягом наступних десятиріч власність кілька разів переходила з рук в руки. Певний час маєток належав відомому французькому графу і генералу Клоду-Луї де Сен-Жермену (1707—1778), якого король Фредерік V запросив у Данію для реорганізації армії, призначив данським фельдмаршалом і якому подарував цей маєток. Серед пізніших власників — Фредерік, спадкоємний принц Данії й Норвегії, який використовував замок Søllerød (так він тепер називався) як літню резиденцію протягом дванадцяти років. Оригінальний будинок було замінено більш скромним у 1784 році. Маєток був до невпізнання перебудований у 1915 році майстром-єгерем. Після пожежі 1921 року був відбудований за тим же зразком. Коли він згорів у 1921 році, він відбудував його точно так само. Будівля має гарний карильйон.[11]
- Carlsminde — заміський будинок у стилі рококо з 1751 року з великим і чудовим парком. Carlsminde вже в давнину мав чудову репутацію. Маєток мав багато власників, які бувало змінювалися щороку: серед них були державні чиновники, пастори, промисловці, банкіри. Нині в ньому розташована штаб-квартира данської ліберальної партії Венстре.

## Транспортне сполучення
Біля Соллероду проходить коротка залізнична лінія Нейрумбанен, яка обслуговує райони муніципалітету Рудерсдаль в північному передмісті Копенгагена, а також Гельсінгерська автострада, яка пролягає між площею Ганса Кнудсенса на Ідре Остербро в Копенгагені та Гельсінгером. Це частина європейських автострад E47 і E55.

## Галерея пам'яток Соллерода

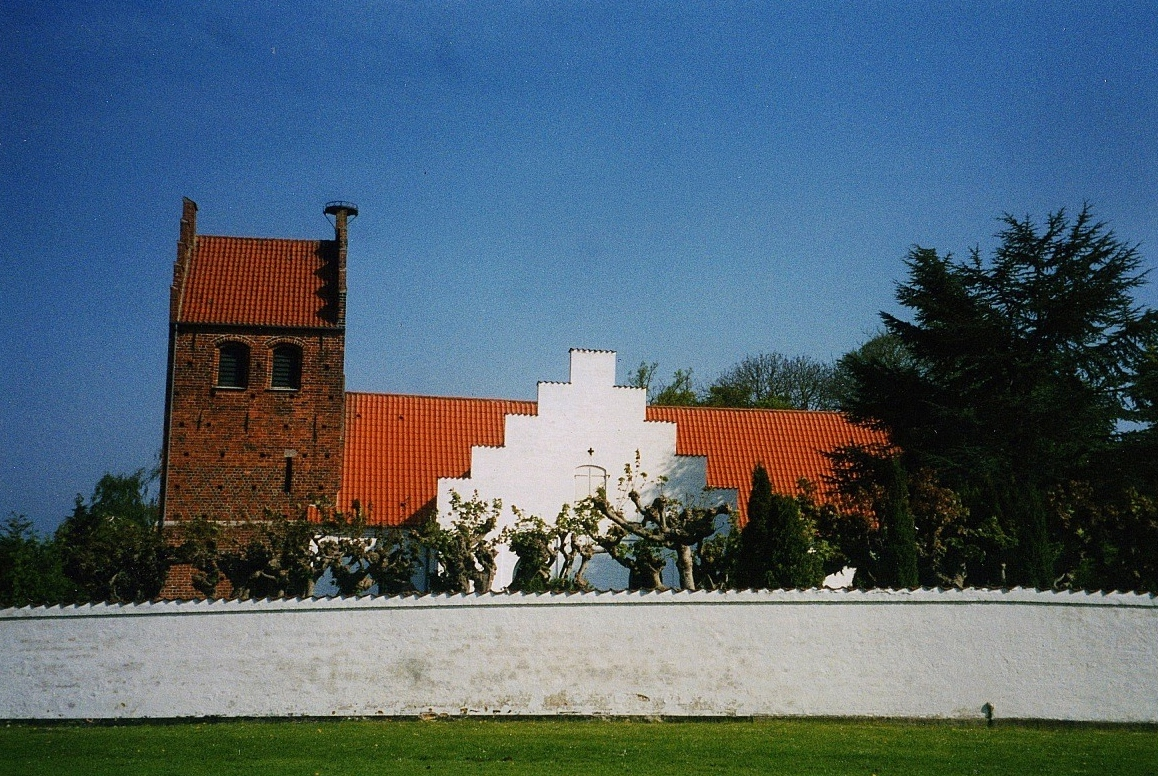
Церква в Соллерод, збудована в середньовіччі
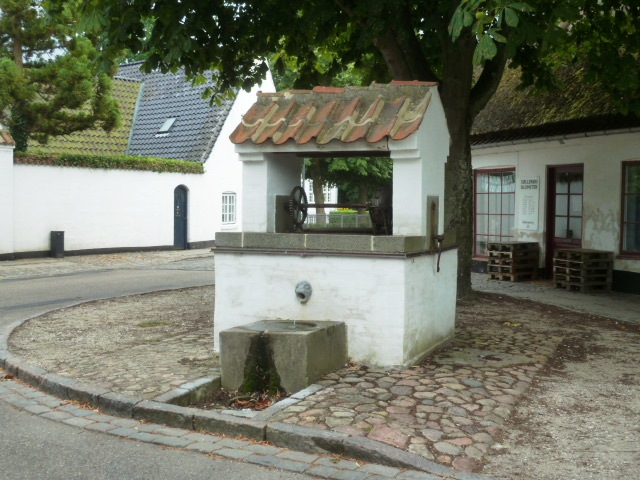
Стара криниця біля сільського ставка. Позаду цегляна споруда з 1919 року
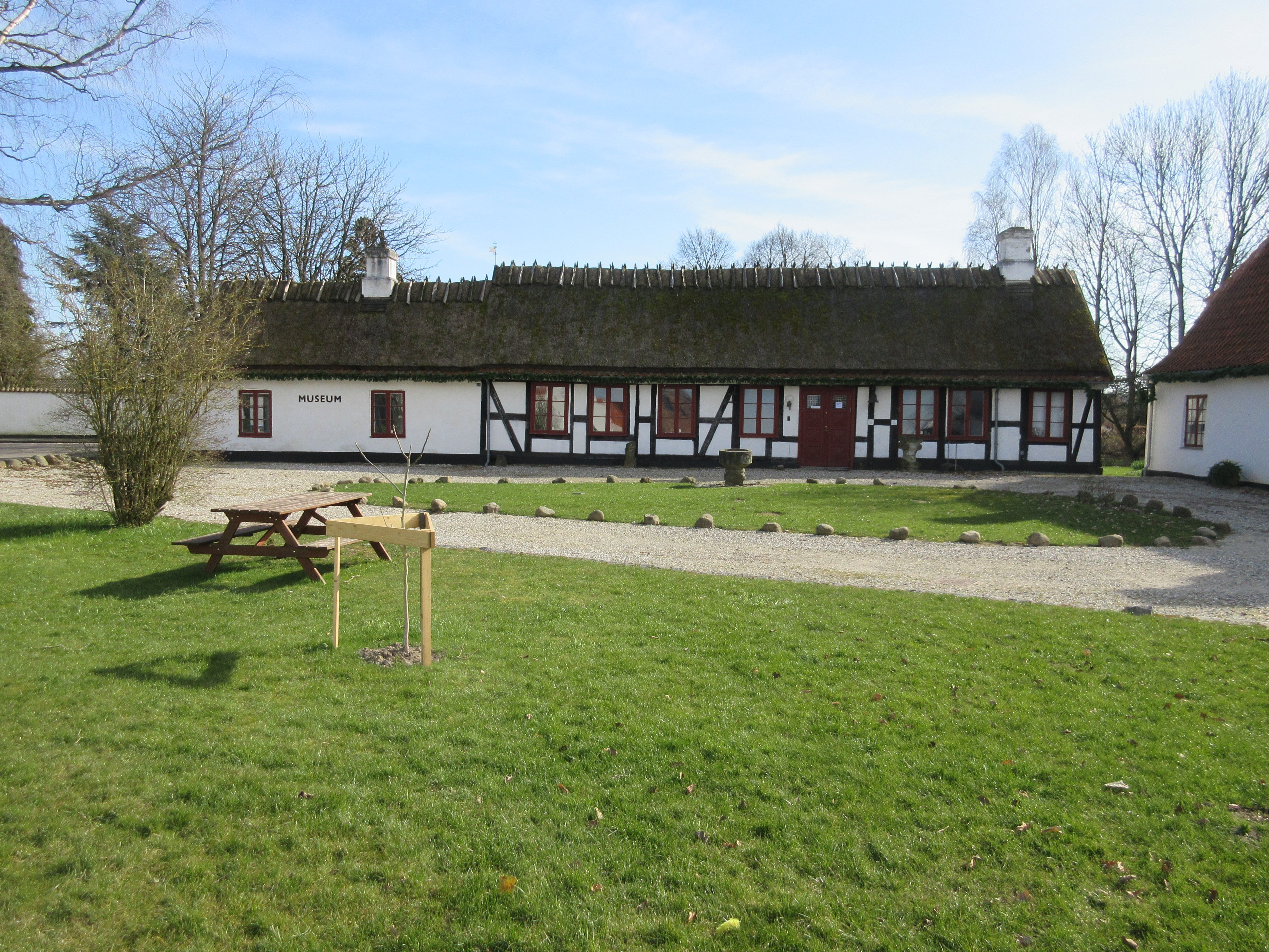
Мотсгарден
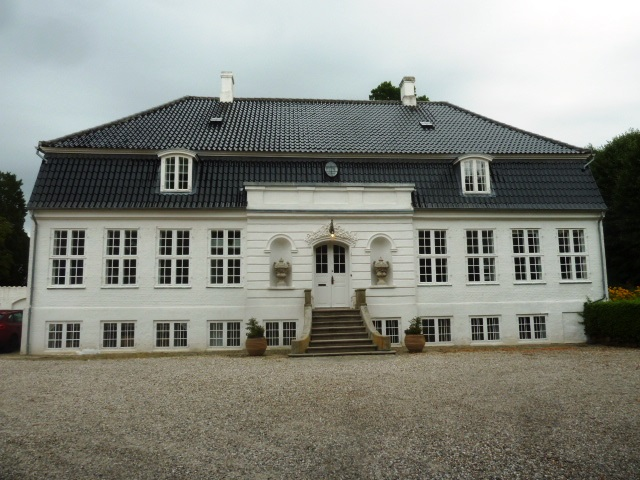
Carlsminde
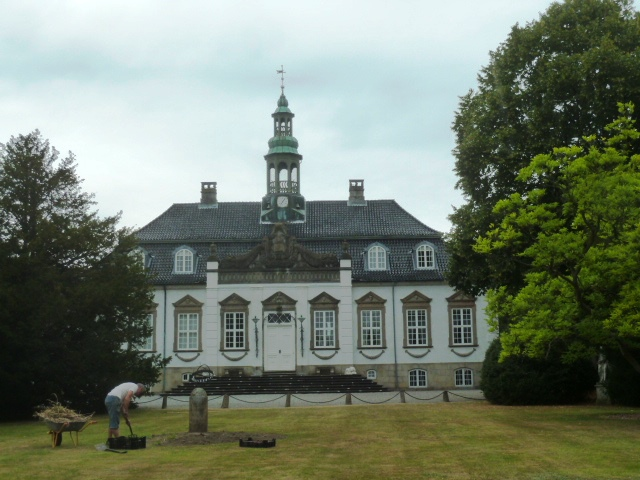
Замок Соллерод
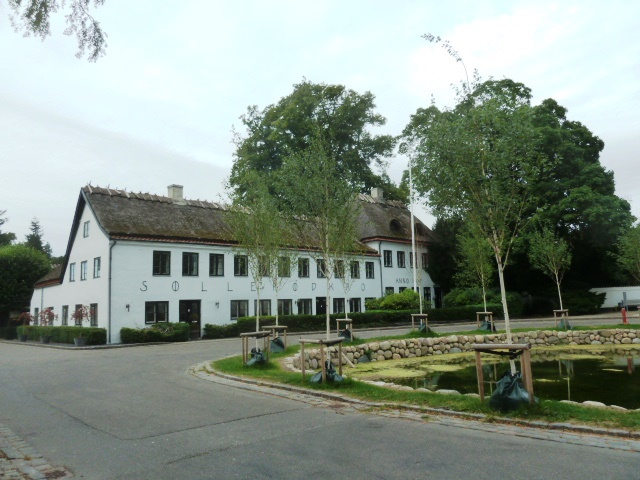
Søllerød Kro